# صالح القرعاوي
صالح بن عبد الله بن صالح القرعاوي ارهابي سعودي اسس كتائب عبد الله عزام في بلاد الشام التابعة لتنظيم القاعدة في عام 2004.

## ولادته ونشاته
من مواليد بريدة في السعودية.
في شهر محرم لعام 1403هـ ولد في مدينة بريدة التابعة لمنطقة القصيم إحدى المناطق الوسطى للمملكة العربية السعودية
نشأ بين أبوين يتمتعان بكاريزما وعلاقة مميزة بالمحيطين بهم من أقارب وجيران، واكتسب منهما هذا الصفة، فكان شابا ودودا محبوبا، يتمتع بعاطفة دينية جياشة.
يعتبر من القيادات الجهادية المعتدلة، لا يعرف عنه تطرف فكري أو نزوح باتجاه التكفير، بل على العكس من ذلك.
أسس كتائب عبد الله عزام بهدف مقاومة المحتل في أفغانستان وفلسطين، وهذا الكتائب لا تتبع تنظيم القاعدة، تنظيميا أو فكريا.

## روابط خارجية
- نص مقابلة القيادي في القاعدة صالح القرعاوي
- لقرعاوي أخطر مطلوب في قائمة الـ 85 يتصل بأسرته بعد غياب عامين : أنا في أفغانستان
- http://www.longwarjournal.org/archives/2013/06/online_jihadists_dis.php